# Giuseppe Mengoli
Giuseppe Mengolii (ur. 16 marca 1965 w Collepasso) – włoski duchowny katolicki, biskup San Severo od 2023.

## Życiorys
Święcenia kapłańskie otrzymał 1 lipca 1989 i został inkardynowany do archidiecezji Otranto. Po kilkuletnim stażu wikariuszowskim został kanclerzem arcybiskupim. Następnie obejmował probostwa w Botrugno (1998–2010) i w Maglie (2010–2023), a w 2018 został także wikariuszem generalnym archidiecezji.
1 marca 2023 papież Franciszek mianował go ordynariuszem diecezji San Severo. 
Sakry udzielił mu 16 maja 2023 emerytowany arcybiskup Otranto – Donato Negro.